# Fissidens hydropogon
Espèce
Statut de conservation UICN

 CR B1+2c : 
En danger critique
Fissidens hydropogon est une espèce de plantes de la famille des Fissidentaceae.

## Publication originale
- Journal of the Linnean Society, Botany 12: 585. 1869.